# Tratado de Finckenstein

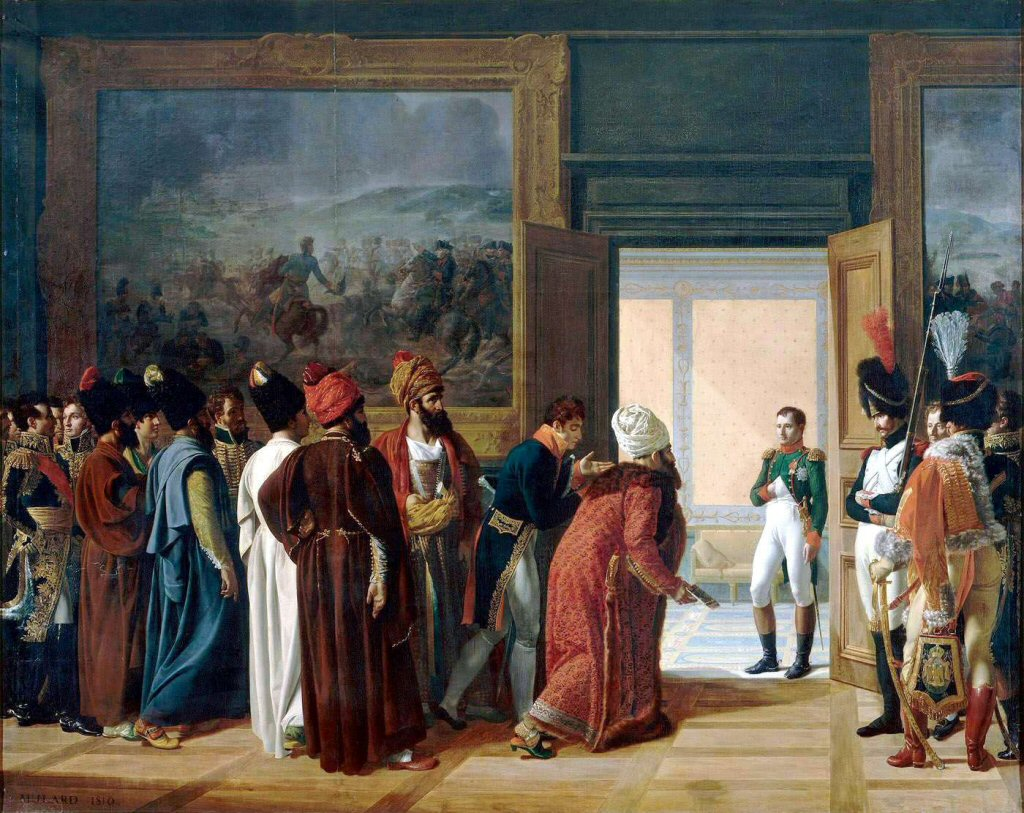
Napoléon I recibe en audiencia al embajador de Persia en el castillo de Finckenstein, obra de François-Henri Mulard (1810).

El Tratado de Finckenstein fue un acuerdo internacional suscrito el 4 de mayo de 1807 en el palacio Finckenstein, en Prusia oriental, entre Francia y Persia.
Aunque aliado del Imperio británico, el sah Fath Alí Shah Kayar de Persia sintiendo amenazados sus dominios en el Cáucaso, aprovechó el conflicto armado entre Francia y Rusia para enviar una embajada a la corte de Napoleón I establecida en Finckenstein, en mayo de 1807. El embajador persa, Mirza Reza, acordó romper sus relaciones con los británicos a cambio del apoyo francés para sus pretensiones territoriales sobre Georgia y otras regiones del Cáucaso, suministros de armas y el envío de técnicos y mano de obra. Persia expulsaría a todos los ciudadanos británicos de su país y suscribiría una alianza con los príncipes de Afganistán en vistas de una invasión franco-persa afgana de los dominios coloniales de la India.
Poco después, Napoleón destacó al general Charles Mathieu Gardanne en la embajada de Teherán con el fin de proceder a la ratificación del tratado y de aportar formación militar a los altos mandos del ejército persa. Sin embargo, durante la misión de Gardanne el 7 de julio de 1807 fue firmado en Tilsit el acuerdo de paz entre Rusia y Francia. Este cambio de la situación, modificó la principal motivación del sah, la amenaza rusa sobre el Cáucaso, que aproximándose de nuevo a sus tradicionales aliados británicos, rechazó las presiones francesas para aplicar la política Bloqueo continental sobre Inglaterra.
En noviembre de 1808, cuando la guerra volvió a declararse entre Persia y Rusia, los franceses decidieron evitar la aplicación de los términos del tratado de apoyo al sah quien en respuesta, suscribió un nuevo tratado de alianza con los británicos el 12 de marzo de 1809. Al día siguiente, Gardanne fue expulsado de la capital.